# Bitwa w górach Amanu (39 p.n.e.)
II bitwa w górach Amanu (zwana też bitwą pod górą Amanus) – starcie zbrojne między Rzymianami a Partami, które miało miejsce w roku 39 p.n.e. i zakończone zwycięstwem Rzymian.
W roku 39 p.n.e. (po zajęciu Palestyny przez królewicza partyjskiego Pakorusa), Marek Antoniusz wysłał w ten rejon armię rzymską pod dowództwem prokonsula Publiusza Wentydiusza Bassusa. Siły rzymskie liczyły 11 legionów. Celem Wentydiusza było wyparcie z całej Syrii sił Partów oraz zwolenników Kwintusa Labienusa – (rzymskiego renegata i posła z armii "wyzwolicieli") poza Eufrat, gdzie zamierzano utworzyć granicę. Po wkroczeniu wojsk Wentydiusza do Syrii, Labienus ze swoim siłami wycofał się w rejon gór Taurus, wzywając na pomoc Partów. Obie sojusznicze armie ruszyły wnet ku siłom Wentydiusza, który okazał się doskonałym taktykiem. Zręcznie manewrując wódz rzymski wybrał najbardziej korzystny dla swoich wojsk teren bitwy. Dodatkowo dokładnie ocenił liczebność oraz uzbrojenie armii przeciwnika, decydując się na wyprzedzenie ataku i zaskakujące uderzenie.
Na szczycie wysokiego wzniesienia Rzymianie rozbili obóz, otaczając go mocnymi palisadami. Wentydiusz słusznie odczekał, aż Partowie dotrą z wysiłkiem do szczytu góry, po czym sam nakazał szturm na zmęczonego przeciwnika. Na skutek ukształtowania terenu Partowie nie byli w stanie wykorzystać swoich doskonałych łuczników, co przyczyniło się do ich kompletnej klęski. Po tej porażce Partowie wycofali się. Większość żołnierzy Labienusa przeszła na stronę Wentydiusza, on sam jednak zbiegł z Partami do Cylicji, gdzie zmarł rok później (38 p.n.e.). 
Wkrótce cała odzyskana Cylicja znalazła się w rękach Wentydiusza. Kolejnym jego celem stała się Syria, do której wiodła droga przez wąwóz w górach Amanu (Nur). Przechodząc tym szlakiem Wentydiusz oczekiwał na resztę swojej armii pod wodzą legata Pompsediusza Silo, ten jednak nadciągał z opóźnieniem. Gdy w końcu dotarł w to miejsce, wąwóz obsadzili Partowie dowodzeni przez Farnapatesa. Wojska Stilo zostały rozbite. Przed całkowitą klęską uratowało je jednak niespodziewane pojawienie się sił głównych Wentydiusza Bassusa, który pobił Partów na górze Trapezon. W bitwie poległ Farnapates, a jego wojska wycofały się poza Eufrat. Po tym zwycięstwie Wentydiusz zajął całą Syrię i Palestynę, wymuszając na sojusznikach Partów wysokie daniny.